# 容凯鲁
容凯鲁（葡萄牙語：Junqueiro）是巴西阿拉戈斯州的一个市镇。总面积254.7平方公里，总人口24435人，人口密度95.9人/平方公里。